# Witbuikmenievogel
De witbuikmenievogel (Pericrocotus erythropygius) is een zangvogel uit de familie Campephagidae (rupsvogels).

## Verspreiding en leefgebied
Deze soort is endemisch in India.

## Status
De grootte van de populatie is niet gekwantificeerd maar de soort wordt omschreven als schaars tot zeldzaam en erg plaatselijk. Op de Rode lijst van de IUCN heeft deze soort de status niet bedreigd.